# Basalghelle
Basalghelle is een plaats (frazione) in de Italiaanse gemeente Mansuè.